# John Berg
John Berg (* 5. April 1949 in Wichita Falls, Texas; † 15. Dezember 2007 in Van Nuys, Kalifornien) war ein US-amerikanischer Schauspieler.
Berg trat vorwiegend als Nebendarsteller in Fernsehserien wie Dr. House, Monk oder Law & Order auf. Seine einzige Kinofilm-Rolle hatte er in Star Trek: Nemesis; er spielte einen romulanischen Senator.
John Berg starb durch Suizid mittels Kohlenmonoxidvergiftung.

## Filmografie (Auswahl)
- 1998: Law & Order (Fernsehserie)
- 2002: Star Trek: Nemesis
- 2005: Navy CIS (Fernsehserie)
- 2005: Boston Legal (Fernsehserie, Episodenrolle)
- 2005: Dr. House (Fernsehserie)
- 2007: Monk (Fernsehserie, Episodenrolle)
- 2007: The Hope Chest